# 25 Live
Il 25 Live (o 25 Live Tour) è un tour mondiale di George Michael, iniziato nel 2006 e terminato nel 2008, per promuovere la raccolta Twenty Five.
Il tour, il primo del cantante dal 1991, ha fatto tappa anche nei luoghi dove mancavano dal Faith World Tour. Si è svolto nell'arco di due anni, come già successo per il Bad World Tour di Michael Jackson (dal 1987 al 1989) e come sarebbe avvenuto per il 360º Tour degli U2.
Dalle date dell'Earls Court Exhibition Centre di Londra del 24 e 25 agosto 2008 vi fu tratto il DVD/Blu-ray George Michael Live in London, pubblicato poi nel 2009.

## Scaletta

### Prima Scaletta
1. Waiting (Reprise)
2. Flawless (Go to the City)
3. Fastlove
4. Father Figure
5. Star People '97
6. The First Time Ever I Saw Your Face
7. Praying for Time
8. Too Funky
9. You Have Been Loved
10. Everything She Wants
11. My Mother Had a Brother
12. Shoot the Dog
13. Faith
14. Spinning the Wheel
15. Jesus to a Child
16. An Easier Affair
17. A Different Corner
18. Amazing
19. I'm Your Man
20. Outside
21. Careless Whisper
22. Freedom! '90

### Seconda scaletta
1. Waiting (Reprise)
2. Flawless (Go to the City)
3. Fastlove
4. Precious Box
5. Father Figure
6. Everything She Wants
7. Ticking
8. Praying for Time
9. Too Funky
10. Star People '97
11. Shoot the Dog
12. Faith
13. Spinning the Wheel
14. An Easier Affair
15. Jesus to a Child
16. Amazing
17. I'm Your Man
18. Outside
19. Careless Whisper
20. Freedom! '90

### Terza scaletta
1. Waiting (Reprise)
2. Fastlove
3. I'm Your Man
4. The First Time Ever I Saw Your Face
5. Father Figure
6. Hard Day
7. Everything She Wants
8. One More Try
9. A Different Corner
10. An Easier Affair
11. Too Funky
12. Star People '97
13. Faith
14. Feeling Good
15. Roxanne
16. Spinning the Wheel
17. Kissing a Fool
18. Amazing
19. Flawless (Go to the City)
20. Outside
21. Praying for Time
22. Careless Whisper
23. Freedom! '90

### Scaletta degli ultimi 4 concerti
1. Waiting (Reprise)
2. Fastlove
3. I'm Your Man
4. Father Figure
5. You Have Been Loved
6. Everything She Wants
7. Precious Box
8. One More Try
9. Jesus to a Child
10. An Easier Affair
11. Too Funky
12. Shoot the Dog
13. Faith
14. Spinning the Wheel
15. Feeling Good
16. Roxanne
17. My Mother Had a Brother
18. Kissing a Fool
19. Amazing
20. Flawless (Go to the City)
21. Fantasy
22. Outside
23. Careless Whisper
24. Freedom! '90